# Alice Ivy Elliott

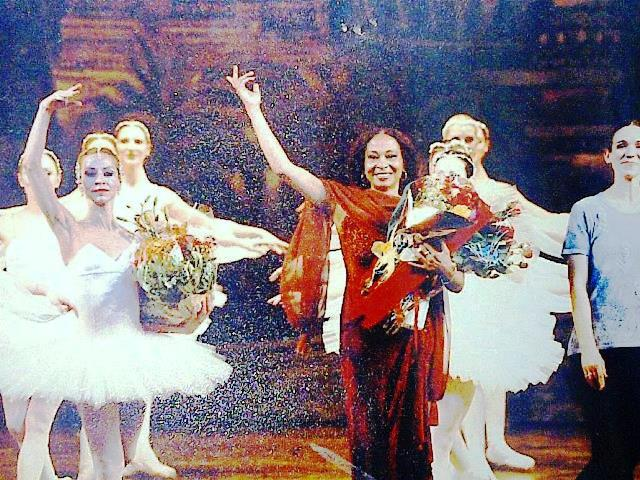
Alice Ivy Elliott en la Ópera Nacional Griega 2001.

Alice Ivy Elliott (14 de octubre de 1950-3 de febrero de 2015) fue una profesora de ballet y coreógrafa de ascendencia ghanesa .

## Primeros años
Nació en la casa real de Omanhene de Sefwi Bekwai y recibió su nombre cultural Awuraba Ama Samma.

## Carrera
Después de una breve educación en Ghana, viajó con su padre, John Banks Elliott, quien fue el primer embajador de Ghana en Moscú entre los años 1960 y 1966. En Moscú, se unió a la Escuela de Ballet Bolshoi, se graduó como instructora de ballet y realizó varios papeles de personajes en el Teatro Bolshoi .
Después de mudarse al Reino Unido, Elliott trabajó con compañías de danza como la Redroofs Theatre School for the Performing Arts en Maidenhead, la Central School of Ballet en Londres y Pineapple Dance Studios en Covent Garden . Más tarde abrió su propia escuela de ballet en Maidenhead. Más tarde, mientras trabajaba en Londres, se ganó un puesto en The Australian Ballet, además de un contrato para dirigir ballet en Melbourne, Australia.
Durante su carrera como repetidora, trabajó con compañías como el Ballet Rambert, el American Ballet Theatre, Les Ballets de Monte Carlo, The Goteborg Opera & Ballet, La Scala Theatre Ballet, Hawaii State Ballet, Alberta Ballet Company, The Cairo Opera Ballet Company, Centro de Danza y Arte de Madrid, y Ballet British Columbia . El trabajo más destacado de Elliott fue como profesora en la Ópera de Zúrich, donde trabajó con el director artístico y coreógrafo Uwe Scholz .
Se mudó a Grecia, donde representó su ballet favorito, La Bayadère de Marius Petipa , para la Ópera Nacional Griega (2001) bajo los auspicios del Consejo de las Artes de Grecia. La escena "El reino de las sombras" fue especialmente aclamada.
Se matriculó en la Universidad de Ghana (Escuela de Artes Escénicas) con el deseo de integrar la danza ghanesa de " Adowa " con el ballet clásico, pero no logró cumplir este sueño.